# Lillie Leatherwood
Lillie Leatherwood (Tuscaloosa, 6 juli 1964) is een atleet uit de Verenigde Staten van Amerika.
Op de Wereldkampioenschappen indooratletiek 1987 behaalde ze op de 400 meter een twee plaats.
Op de Olympische Zomerspelen van Los Angeles in 1984 liep ze de 400 meter, waarin ze vijfde werd. Ook liep ze met het Amerikaans estafette-team op de 4x400 meter, en behaalde ze de gouden medaille.
Op de Olympische Zomerspelen van Seoul in 1988 liep ze met het Amerikaans estafette-team weer op de 4x400 meter, en behaalde ze een zilveren medaille.

## Persoonlijk record
| Onderdeel | Resultaat | Jaar |
| --------- | --------- | ---- |
| 200 m     | 22.38     | 1987 |
| 400 m     | 49.66     | 1991 |
| 4x400 m   | 3:18.29   | 1984 |

| Onderdeel | Resultaat | Jaar |
| --------- | --------- | ---- |
| 200 m     | 23.73     | 1988 |
| 400 m     | 52.54     | 1987 |

- World Athletics: 14345237

1972: Käsling, Kühne, Seidler, Zehrt ·
1976: Maletzki, Rohde, Streidt, Brehmer ·
1980: Prorotsjenko, Gojsjtsjik, Zjoeskova, Nazarova ·
1984: Leatherwood, Howard, Brisco-Hooks, Cheeseborough ·
1988: Ledovskaja, Nazarova, Pinigina, Bryzgina ·
1992: Roezina, Dzjigalova, Nazarova, Bryzgina ·
1996: Stevens, Malone, Graham, Miles ·
2000: Miles Clark, Hennagan, Colander, Anderson ·
2004: Trotter, Henderson, Richards, Hennagan ·
2008: Wineberg, Felix, Henderson, Richards ·
2012: Trotter, Felix, McCorory, Richards-Ross ·
2016: Okolo, Hastings, Francis, Felix ·
2020: McLaughlin, Felix, Muhammad, Mu ·
2024: Little, McLaughlin-Levrone, Thomas, Holmes